# Light Me Up
| Críticas profissionais | Críticas profissionais |
| Pontuações agregadas   | Pontuações agregadas   |
| Fonte                  | Avaliação              |
| ---------------------- | ---------------------- |
| Metacritic             | 74/100                 |
| Avaliações da crítica  |                        |
| Fonte                  | Avaliação              |
| AllMusic               | [ 3 ]                  |
| Artistdirect           | [ 4 ]                  |
| Digital Spy            | [ 5 ]                  |
| Entertainment Weekly   | B−                     |
| IGN                    | 7.5/10                 |
| Kerrang!               | 3/5                    |
| The New York Times     | Positivo               |
| Virgin Media           | [ 10 ]                 |

Light Me Up é o álbum de estreia da banda de rock americana The Pretty Reckless, integrada por Taylor Momsen, Ben Phillips, Mark Damon e Jamie Perkins, lançado em 27 de agosto de 2010 pela gravadora Interscope Records. Para divulgar o disco, a banda lançou três singles promocionais: "Make Me Wanna Die", "Miss Nothing" e Just Tonight".

## Antecedentes
O processo de gravação começou em 2008, depois que Momsen conheceu o produtor Khandwala Kato e seu parceiro e compositor Ben Phillips. No verão de 2009, eles sentiram que tinham encontrado um som autêntico.

## Recepção da critíca
Após o lançamento, Light Me Up recebeu críticas positivas em geral dos críticos de música. No Metacritic, que atribui uma pontuação média ponderada de 100, às críticas dos críticos, o álbum recebeu uma pontuação média de 74, com base em cinco avaliações, o que indica "revisões geralmente favoráveis".

## Performance comercial
Light Me Up estreou no número 65 no Billboard 200, vendendo 9 mil cópias na primeira semana. A partir de outubro de 2016, vendeu 132 mil cópias nos Estados Unidos. O álbum estreou no número seis no UK Albums Chart, com 11.916 cópias vendidas, na primeira semana. Em 22 de julho de 2013, o álbum foi certificado prata pela indústria fonográfica britânica (BPI), pelas vendas de 60.000 cópias.

## Singles
"Make Me Wanna Die" O primeiro single do álbum foi lançado em 30 de março de 2010, nos Estados Unidos e 13 de maio de 2010, no Reino Unido. Um vídeo promocional foi lançado, que apresenta performances ao vivo e os bastidores da banda. Esse vídeo é uma versão viral e foi lançado em 13 de maio de 2010.
"Miss Nothing" O segundo single foi lançado em 23 de agosto de 2010 apenas no Reino Unido. O vídeo da música "Miss Nothing" foi lançado em 20 de julho de 2010. Essa canção foi a que mais fez sucesso do cd Light Me Up, de todos os singles lançados até agora.
"Just Tonight" é o terceiro single do álbum e foi lançado em 28 de outubro de 2010.
O vídeo da música "You" estreou no VEVO em 16 de Fevereiro de 2012, no entanto, não se tornou um single.
O vídeo de "My Medicine" estreou em 09 de Março de 2012, dando início à nova turnê da banda, chamada "The Medicine Tour".

## Faixas
Todas as canções foram escritas por Taylor Momsen, Kato Khandwala e Ben Phillips.
| N.º            | Título                 | Duração |  |
| 1.             | "My Medicine"          | 3:14    |  |
| 2.             | "Since You're Gone"    | 2:41    |  |
| 3.             | "Make Me Wanna Die"    | 3:55    |  |
| 4.             | "Light Me Up"          | 3:27    |  |
| 5.             | "Just Tonight"         | 2:48    |  |
| 6.             | "Miss Nothing"         | 3:13    |  |
| 7.             | "Goin' Down"           | 3:35    |  |
| 8.             | "Nothing Left to Lose" | 4:11    |  |
| 9.             | "Factory Girl"         | 3:31    |  |
| 10.            | "You"                  | 3:32    |  |
| Duração total: | Duração total:         | 34:06   |  |

| Light Me Up — Edição do Reino Unido iTunes Store (faixas bônus) |                                            |         |  |
| N.º                                                             | Título                                     | Duração |  |
| 11.                                                             | "Far from Never" (Demo)                    | 3:36    |  |
| 12.                                                             | "Everybody Wants Something from Me" (Demo) | 3:35    |  |
| 13.                                                             | "Make Me Wanna Die" (Videoclipe)           | 3:55    |  |
| 14.                                                             | "Miss Nothing" (Videoclipe)                | 3:13    |  |

| Light Me Up — Edição japonesa (faixa bônus) |                                       |         |  |
| N.º                                         | Título                                | Duração |  |
| 11.                                         | "Zombie"                              | 3:09    |  |
| 12.                                         | "Make Me Wanna Die" (Versão Acústica) | 3:33    |  |
| 13.                                         | "Far from Never"                      | 3:36    |  |

| Light Me Up — Edição norte-americana e sul-americana |                        |         |  |
| N.º                                                  | Título                 | Duração |  |
| 1.                                                   | "My Medicine"          | 3:14    |  |
| 2.                                                   | "Since You're Gone"    | 2:41    |  |
| 3.                                                   | "Make Me Wanna Die"    | 3:55    |  |
| 4.                                                   | "Light Me Up"          | 3:27    |  |
| 5.                                                   | "Zombie"               | 3:08    |  |
| 6.                                                   | "Just Tonight"         | 2:48    |  |
| 7.                                                   | "Miss Nothing"         | 3:13    |  |
| 8.                                                   | "Goin' Down"           | 3:35    |  |
| 9.                                                   | "Nothing Left to Lose" | 4:11    |  |
| 10.                                                  | "You"                  | 3:32    |  |
| 11.                                                  | "Factory Girl"         | 3:31    |  |

## Desempenho
| Tabelas musicais (2010 - 2011)   | Maior posição |
| -------------------------------- | ------------- |
| Estados Unidos - Billboard 200   | 65            |
| Estados Unidos - Top Rock Albums | 18            |
| França - French Albums Chart     | 167           |
| Irlanda - Irish Albums Chart     | 18            |
| Reino Unido - UK Albums Chart    | 6             |
| Reino Unido - UK Rock Chart      | 1             |

## Créditos
Créditos adaptados das notas das faixas de Light Me Up.
The Pretty Reckless
- Taylor Momsen – vocais (todas as faixas); vocais de apoio ("My Medicine", "Just Tonight")
- Ben Phillips – guitarras (todas as faixas); vocais de apoio ("Make Me Wanna Die", "Zombie", "Goin' Down")
- Jamie Perkins – bateria (todas exceto "Zombie" e "You"); percussão ("Zombie")

Músicos adicionais